# Пасечник, Виктор Викторович
Ви́ктор Ви́кторович Па́сечник (укр. Віктор Вікторович Пасічник; род. 2 декабря 1992 года, Кременец, Украина) — украинский двоеборец, участник зимних Олимпийских игр 2014 года, чемпионата мира 2013 года.

## Спортивная биография
Заниматься лыжным двоеборьем Виктор Пасечник начал в родном городе Кременец. В секцию он попал после того, как тренер пришёл к ним в школу и рассказал про лыжное двоеборье и прыжки с трамплина. На молодёжном уровне Пасечник дважды принимал участие в юниорских чемпионатах мира, но лучшим результатом стало только 22-е место в 2012 году. В 2013 году Виктор дебютировал на взрослом чемпионате мира в итальянском городе Валь-ди-Фьемме. В прыжках с большого трамплина и гонке на 10 км Пихо удалось занять только 35-е место, в прыжках с нормального трамплина и гонке на 10 км украинский двоеборец остался на 40-м месте. В командном спринте украинцам не удалось пробиться в десятку сильнейших и они заняли итоговое 14-е место. 9 февраля 2013 года Пасечник дебютировал в Кубке мира, выступив на этапе в Алма-Ате. Свои первые очки на этапах мирового кубка украинский двоеборец набрал в конце 2013 года, заняв 25-е место на этапе в норвежском Лиллехаммере. Свой лучший результат Виктор показал в январе 2014 года на этапе в российском городе Чайковский, когда он стал 19-м, но этот этап по разным причинам пропустили многие ведущие спортсмены.
В 2014 году Виктор Пасечник дебютировал на зимних Олимпийских играх в Сочи. В прыжках с нормального трамплина Пасечник показал 27-й результат. В лыжной гонке украинец показал 42-е время. В итоге он так и остался на 42-й позиции. В прыжках с большого трамплина и гонке на 10 км Виктор смог неплохо выполнить зачётную попытку в прыжках, что позволило ему занять предварительное 20-е место, но из-за не очень хорошего хода, показанного во время лыжной гонки, Виктор опустился на итоговое 30-е место.

## Личная жизнь
- Обучается в Львовском государственном университете физической культуры.